# José Ignacio (película)
José Ignacio es una película uruguayo-argentina de 2009. Dirigida por Ricardo Preve, es un drama protagonizado por Jean Pierre Noher y Elisabetta Riva.

## Sinopsis
El tema de la película es la relación entre Fernando, un empresario argentino devenido escritor, radicado en el balneario uruguayo de José Ignacio, y Marina, una italiana, profesora de surf, quien veranea allí. A pesar de lo apasionado de su comienzo, la relación habrá de revaluarse cuando el verano termine.

## Protagonistas
- Jean Pierre Noher (Fernando)
- Elisabetta Riva (Marina)
- Mariana Gio